# Teeffelen
Teeffelen est un village de la commune néerlandaise d'Oss dans la province du Brabant-Septentrional à peu de distance de la rive gauche de la Meuse.

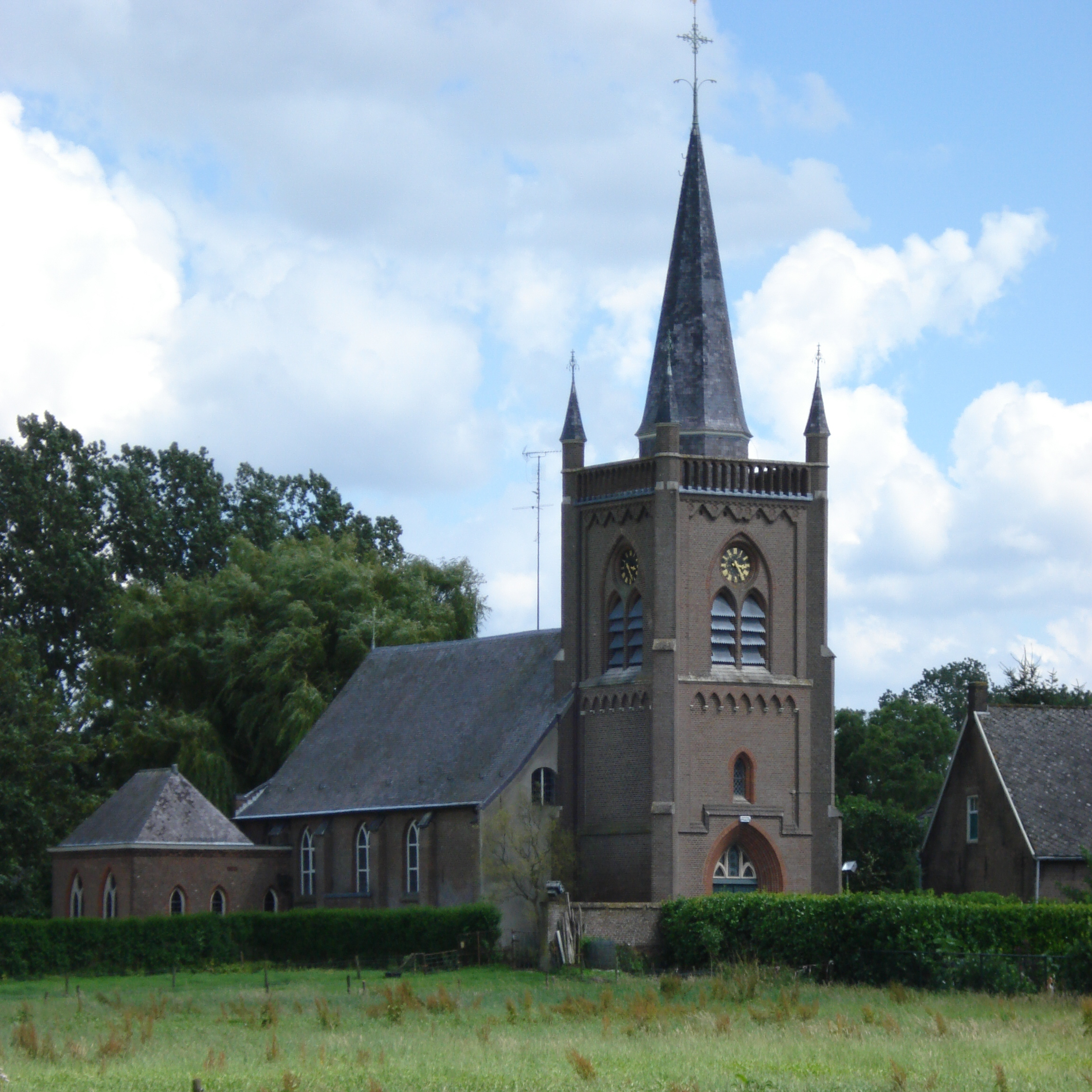
Teeffelen, l'église.

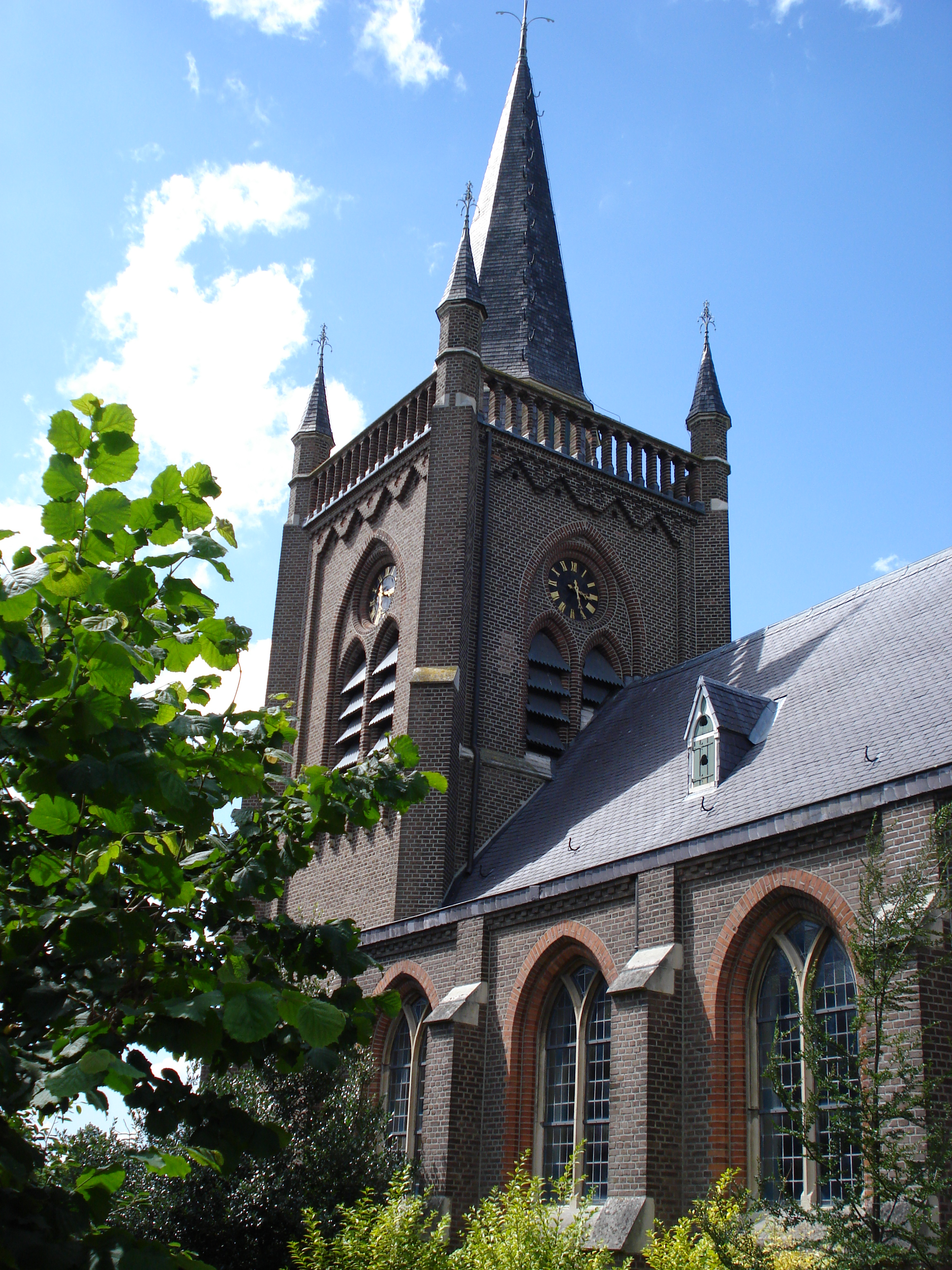
Teeffelen, tour de l'église.

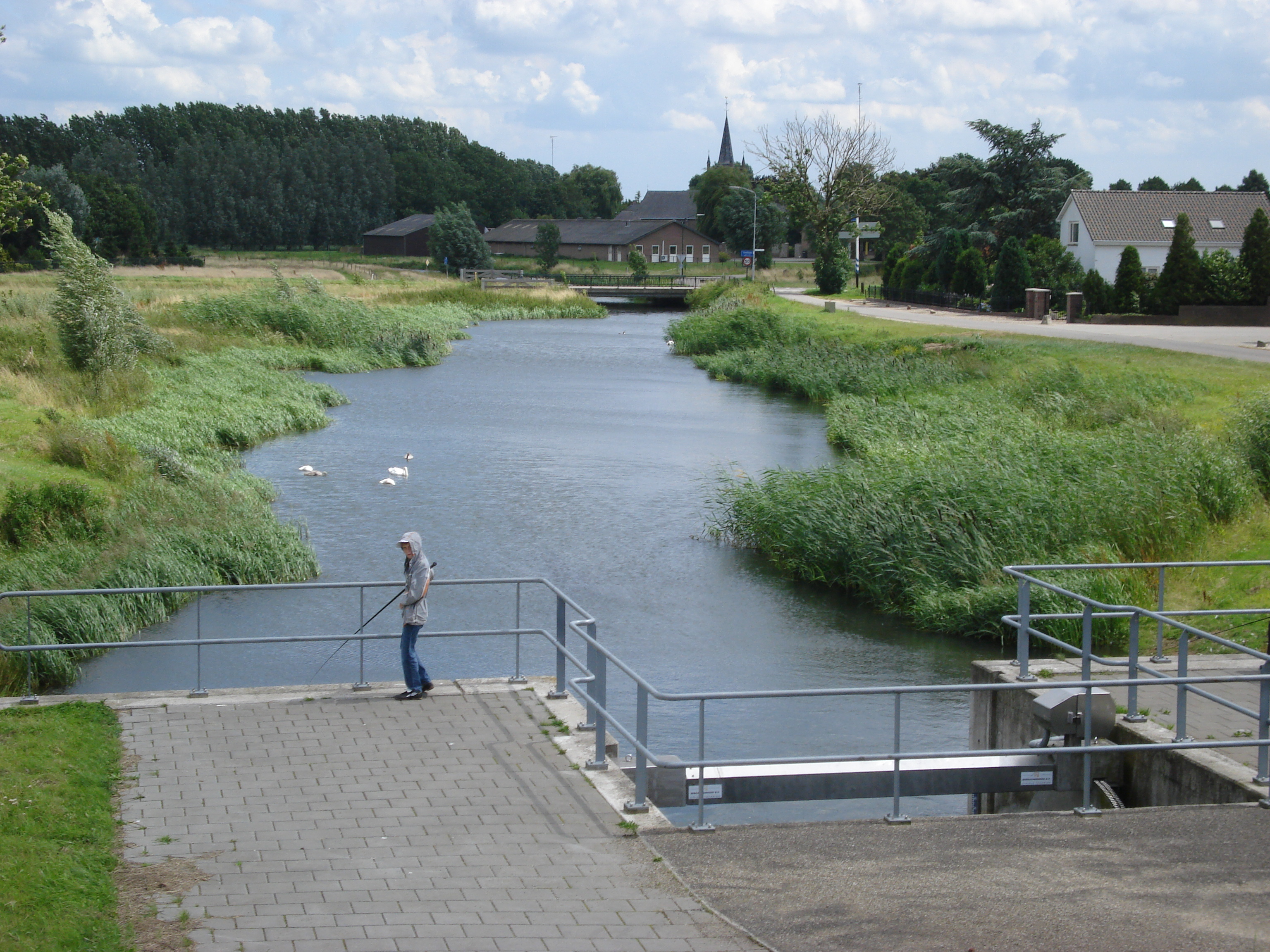
Teeffelen, Teeffelense wetering avec vue sur le village.

Le 1er janvier 2007, Teeffelen compte 288 habitants.

## Histoire
Les archéologues ont trouvé à Teeffelen des preuves d'habitation du VIIe siècle av. J.-C. et du temps des Romains. Vers l'année 800 il y avait 44 feux avec 390 habitants, deux châteaux du type motte féodale et une église. Mais les Vikings venus par la Meuse ont fait des grands dégâts. Au Moyen Âge, la seigneurie de Teeffelen était un fief du Comte de Megen, qui avait droit de haute justice. Venu le temps de la Réformation, le comté de Megen restait un pays catholique et Teeffelen jouissait de la liberté de religion. L'église de Teeffelen a même servi d'asile pour les catholiques des villages de Lith, Oijen et Lithoijen.
Après le temps de Napoléon, les Pays-Bas se partitionne en communes et Teeffelen entre dans la commune de Oijen en Teeffelen, dont Oijen devient le chef-lieu. En 1939, l'ancienne commune de Oijen en Teeffelen est annexé par la commune de Lith en même temps que l'ancienne commune de Lithoijen.

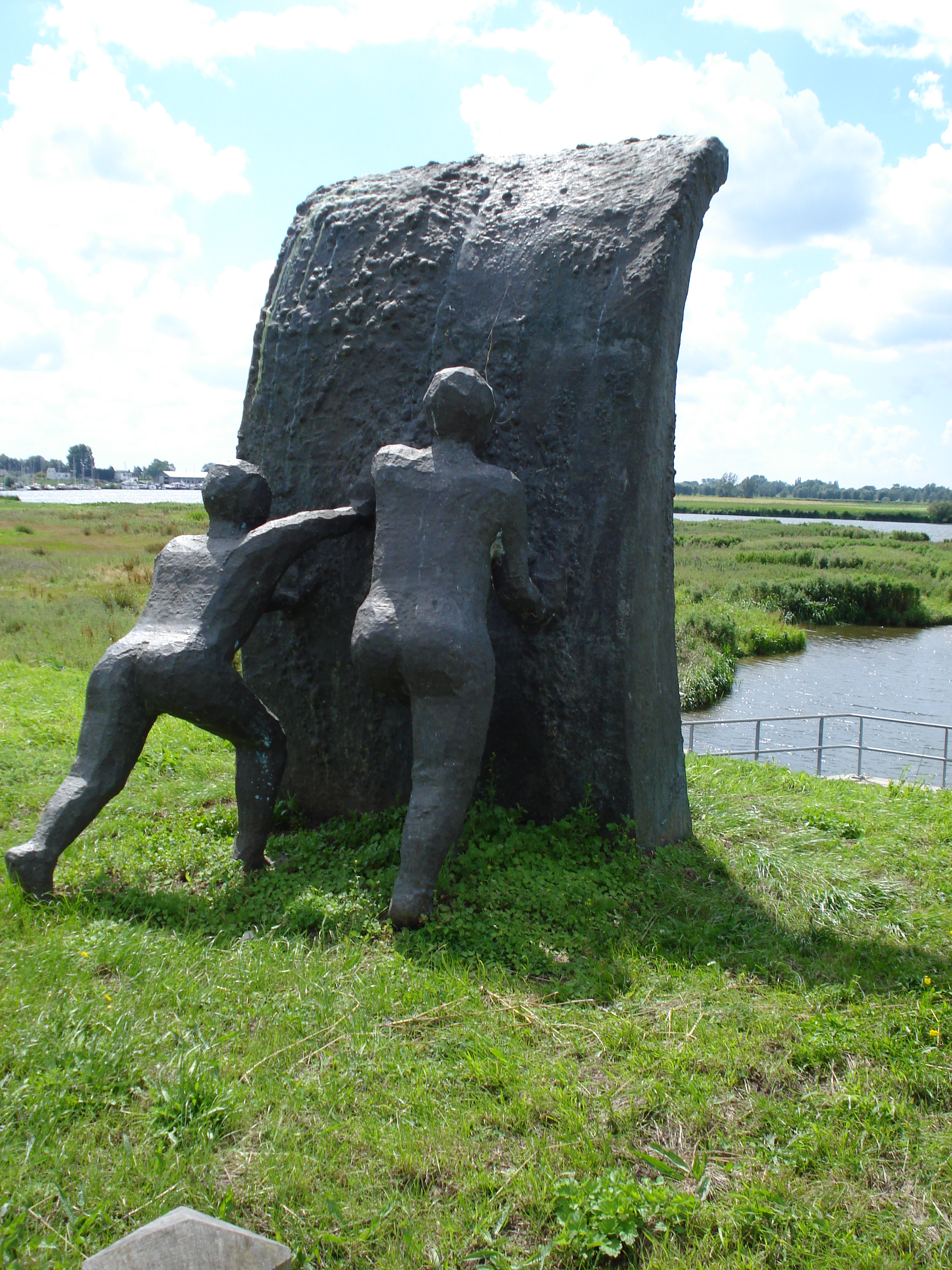
Teeffelen, monument l'eau, amie impétueuse, Jan de Vries.

## Histoire d'eau
Teeffelen a toujours dû se mesurer avec la Meuse capricieuse. Jusqu'au XIIIe siècle il n'y avait pas de digues dans ces parages et on vivait avec la peur des inondations. Une fois les digues construites, on n'était pas pour autant sécurisé. Pendant l'inondation de la Sainte-Élisabeth en 1642, la digue rompt et l'église et un couvent de Dames nobles sont détruits. Les Sœurs quittent le village et les paroissiens font de la chapelle St. Antoine leur église paroissiale en la consacrant à Saint Benoît.
Il n'y avait pas seulement les raz-de-marée, il y avait surtout les inondations des polders du fleuve vert, qui servait de passage du trop-plein d'eau de la Meuse pendant les crues hivernales et changeait alors en vrai fleuve, surnommé Beersche Maas, qui coulait de Beers jusqu'aux environs de Bois-le-Duc. Dans le bassin de cette Beerse Maas, on a creusé au début du XIVe siècle la Hertogswetering et ensuite des weterings secundaires de drainage. Pour régulariser les inondations, on avait laissé des déversoirs, segments de digues abaissés. Il y avait des déversoirs près de Teeffelen, à Grave et à Beers dans la commune de Cuijk. Le Déversoir de Beers est fermé en dernier en 1942. La Teeffelse wetering forme la liaison entre la Hertogswetering et un bras mort de la Meuse canalisé à Teeffelen.
À l'embouchure du Teeffelse wetering se trouve l'écluse de Teeffelen avec un beau monument commémorant cette histoire d'eau, amie impétueuse.